# Pierre Creamer
Pierre Creamer (né le 6 juillet 1944 à Chomedey) est un entraîneur de hockey sur glace.

## Carrière d'entraîneur
Pierre Creamer a commencé par entraîner dans la Ligue de hockey junior majeur du Québec lors la saison 1980-1981. Sa première équipe entraînée fut l'équipe des Juniors de Montréal. Après quatre saisons passées dans la LHJMQ, marqué par le déménagement de son équipe à Verdun et un titre de champion en 1983, il prend la direction de la Ligue américaine de hockey et des Canadiens de Sherbrooke au début de la saison 1984-1985. Il y reste restera trois saisons, gagnant la coupe Calder la première année et perdant en finale la dernière année.
Remarqué par les Penguins de Pittsburgh de la Ligue nationale de hockey, il est recruté le 4 juin 1987 et reste à la tête de l'équipe pour toute la saison 1987-1988.
En 1990, il revient dans sa ville natale pour y entraîner le Titan de Laval, équipe de la LHJMQ, en remplacement de Paulin Bordeleau, et remporte pour la deuxième fois de sa carrière la Coupe du président.
Il est décidé au Conseil municipal du 7 juin 2016 de changer le nom de l'aréna Chomedey pour Pierre-Creamer. La cérémonie officielle a lieu le 6 décembre 2019.

## Divers
Il est le beau frère de Mike Bossy et reçoit en même temps que lui une Jonquille d'or en 2002.